# VP8
VP8 è un codec video sviluppato da On2 Technologies per sostituire il predecessore VP7. È stato annunciato il 13 settembre 2008.

## Storia
Il 19 maggio 2010 Google, che ha acquistato On2 nel 2010, ha distribuito VP8 come codec open source (sotto una licenza BSD-like) durante la conferenza Google I/O. Questo ha reso VP8 il secondo prodotto di On2 Technologies ad essere donato alla comunità del software libero dopo che nel 2002 distribuì il codec VP3 (sempre sotto licenza BSD) alla Xiph.Org Foundation come codec Theora; la richiesta che ha sollecitato di più Google a distribuire il codice sorgente di VP8 è venuta dalla Free Software Foundation, che il 12 marzo 2010 ha pubblicato una lettera aperta chiedendo a Google di rimpiazzare gradualmente l'uso di Adobe Flash Player e H.264 su YouTube con HTML5 e VP8.
Il 19 maggio 2010 il progetto WebM è stato lanciato, assieme al contributo di Mozilla, Opera, Google e più di quaranta altre aziende in un grande sforzo per sostenere l'uso di VP8 come codec per l'HTML5. Nel formato contenitore WebM, VP8 è usato assieme al codec audio Vorbis. Internet Explorer 9 avrà la possibilità di supportare i file WebM se il codec VP8 sarà installato localmente.